# Georg Werthner
Georg Werthner (* 7. April 1956 in Linz) ist ein ehemaliger österreichischer Leichtathlet, der viermal an Olympischen Spielen teilnahm.

## Karriere
Werthner begann seine Karriere beim ULC Linz und trat später für die Zehnkampf-Union Linz an. Bereits 1975 wurde er erstmals österreichischer Meister im Zehnkampf, 1977, 1979, 1980, 1982, 1984, 1986 und 1988 gewann er ebenfalls den Titel und ist damit Rekordsieger bei Österreichischen Meisterschaften. Er und Sepp Zeilbauer dominierten für über ein Jahrzehnt den Zehnkampf in Österreich. Daneben gewann Werthner 1977 den Titel im Weitsprung, 1977, 1980, 1982 und 1983 siegte er im Dreisprung. Auch im Speerwurf war Werthner bei den Staatsmeisterschaften erfolgreich: 1979, 1980, 1981, 1983, 1984 und 1988 gewann er hier den Titel. Bei den ersten Österreichischen Hallenmeisterschaften 1980 siegte er im Weitsprung und im Dreisprung, 1982 gewann er einen weiteren Titel im Weitsprung. Sein 1982 in Schielleiten aufgestellter österreichischer Rekord im Zehnkampf wurde 1993 von Gernot Kellermayr überboten.
Schwerpunkt seiner internationalen Karriere war der Zehnkampf. 1976 nahm er erstmals an Olympischen Spielen teil. Mit 7493 Punkten (7443) belegte er den 16. Platz und lag damit immerhin zwei Plätze vor Daley Thompson. Bei den Europameisterschaften 1978 gab Werthner frühzeitig auf. Bei den Olympischen Spielen 1980 in Moskau erreichte Werthner 8050 Punkte (8084) und belegte Platz vier mit 85 Punkten Rückstand auf Bronze, im Speerwurf war er mit 73,66 m bester Teilnehmer im Feld. Zwei Jahre später steigerte sich Werthner bei den Europameisterschaften 1982 in Athen auf 8171 Punkte (8165) und belegte den fünften Platz hinter Daley Thompson, dem Westdeutschen Jürgen Hingsen und den beiden Ostdeutschen Siegfried Stark und Steffen Grummt. 1984 nahm Werthner in Los Angeles erneut an Olympischen Spielen teil, mit 8012 Punkten (8028) erreichte er den neunten Platz. 1988 in Seoul nahm Werthner zum vierten Mal an Olympischen Spielen teil und belegte mit 7753 Punkten Platz 21.
Werthners Wettkampfgewicht betrug 90 kg bei einer Körpergröße von 1,90 m.
Der promovierte Finanzjurist war auch nach seiner sportlichen Karriere für den Zehnkampf aktiv. Er organisierte in Österreich und in Deutschland die ersten Einstundenzehnkämpfe, bei denen alle Teilnehmer ihre zehn Disziplinen in einer Stunde absolvieren müssen. Vor allem in den 90er Jahren war dieses Wettkampfformat weltweit sehr populär.
1984 organisierte er in Linz den ersten Jedermannzehnkampf, bei denen Jedermann einen Zehnkampf absolvieren kann, für viele Hobby-Leichtathleten bedeuten diese Wettkämpfe nicht nur den ersten Kontakt mit dem Zehnkampf, sondern auch mit technisch anspruchsvollen Disziplinen wie Hürdenlauf oder Stabhochsprung. In den Jahren 1993 bis 2009 brachte er das Format nach Wien und führte es zu neuen Rekordgrößen. Darunter der größte Zehnkampf der Geschichte zum Millennium (2000) im Wiener Praterstadion und den umliegenden Sportanlagen mit 1007 Punktesammlern.
Seit dem Jahr 2000 organisiert er mit seinem Verein der Zehnkampfunion auch Kinderzehnkämpfe in Österreich. Der Kinderzehnkampf bietet eine spielerische, vielseitige und sehr attraktive Einstiegsvariante in die Leichtathletik. Für viele später erfolgreiche Leichtathleten war diese Wettkampfserie der Einstieg in das Wettkampfgeschehen. So auch für Sarah Lagger welche Georg Werthner dann als Trainer erfolgreich an die Weltspitze der Altersklasse U18 und U20 heranführte. Im Siebenkampf wurde sie 2015 Zweite bei den U18-Weltmeisterschaften und 2016 Zweite bei den U18-Europameisterschaften sowie U20-Weltmeisterin.
Sarah Lagger entdeckte er 2008 bei sportmotorischen Tests, welche er in ihrer Schule durchführte. Das TDS (Talente Diagnose System) wurde von seinem Bruder Roland entwickelt.
Im Oktober 2016 wurde Georg Werthner vom Europäischen Leichtathletikverband mit dem „European Athletics Coaching Award“ ausgezeichnet für die Erfolge mit Sarah Lagger und Leon Okafor, der 2016 bei der U18-Europameisterschaft Bronze im Zehnkampf gewann.

## Bestleistungen
- 100 Meter: 11,04 s (1982)
- Weitsprung: 7,43 m (1982)
- Kugelstoßen: 14,84 m (1982)
- Hochsprung: 2,07 m (1982)
- 400 Meter: 48,64 s (1982)
- 110 Meter Hürden: 14,81 s (1982)
- Diskuswurf: 43,04 m (1982)
- Stabhochsprung: 4,85 m (1980)
- Speerwurf: 76,96 m (1984)
- 1500 Meter: 4:14,89 min (1982)
- Zehnkampf: 8224 Punkte (1982) (nach damaliger Punktwertung 8229 Punkte)
- Dreisprung: 16,02 m (1986)